# Scieurs de bois et porteurs d'eau
Pour les articles homonymes, voir Porteur d'eau.
Scieurs de bois et porteurs d’eau, la plupart du temps abrégé simplement en porteurs d’eau, est une expression utilisée pour désigner la dépendance des Canadiens français aux Canadiens anglais.

## Origines de l’expression

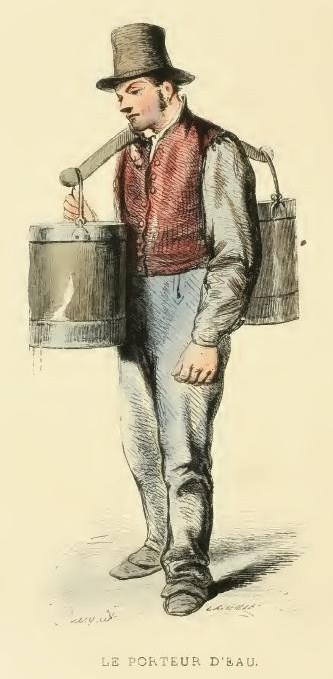
Porteur d'eau

L’écrivain anglais Anthony Trollope est le premier à avoir employé l’expression « hewers of wood and drawers of water » (« scieurs de bois et porteurs d’eau »), en parlant des Canadiens français, auxquels il prédisait un avenir peu reluisant lors de son passage à Québec en 1861.
Les Canadiens français, niant leur infériorité par rapport aux anglophones et refusant la résignation qu’on leur attribuait, ont repris cette expression en français. Cette expression évoquait un état de misère et de soumission, ce dont on ne voulait pas. Par exemple : « Les nôtres ont généralement les petits emplois dans les grandes entreprises. On les considère comme les porteurs d’eau. »

## Aujourd’hui
De nos jours, ce terme a aussi été repris par les Canadiens anglais. On le retrouve dans plusieurs journaux, dont le Globe and Mail. Les Canadiens anglophones s’en servent aussi pour faire allusion à la dépendance du Canada aux États-Unis.
Aujourd’hui aussi, l’expression est parfois reprise par les Québécois lorsqu’ils se comparent aux Canadiens anglais.